# Липневий путч
Липневий путч (нім. Juliputsch) — невдала спроба націонал-соціалістичного перевороту в Австрії 25-30 липня 1934. 

## Історія

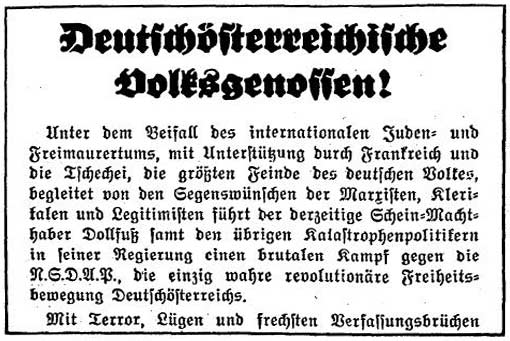
Нацистська пропаганда проти Австрії та Дольфуса (липень 1933)

Почався 25 липня 1934 року з нападу есесівців, переодягнених у вояків Бундесгеру і поліціянтів, на канцелярію Федерального канцлера у Відні. Водночас інша група путчистів проникла у приміщення віденської радіостанції RAVAG і змусила передати неправдиве повідомлення про те, що Федеральний канцлер Енгельберт Дольфус переклав свої урядові повноваження на колишнього штирійського губернатора Антона Рінтелена. Це повідомлення було узгодженим сигналом, що націонал-соціалісти повинні почати «підйом» по всій Австрії. Насправді це відбулося з деяким запізненням і лише в деяких частинах Австрії. У наступні дні насамперед у Штирії та Каринтії, а також у частинах Верхньої Австрії та Зальцбурзі відбулися почасти запеклі сутички між націонал-соціалістами та збройними силами федерального уряду, до яких поряд із Бундесгером зараховують поліцію, жандармерію, Добровільний корпус охорони та відокремлені підрозділи прихильних до уряду військових з'єднань, а саме Гаймверу.
Однак в інших федеральних землях обстановка залишалася відносно спокійною. Путч, до якого долучилися і деякі бойові загони дислокованого в Німеччині Австрійського легіону, було остаточно придушено до 30 липня. У ході бойових дій було вбито понад 200 людей, у тому числі канцлера Дольфуса як найпомітнішу жертву цього заколоту. Після придушення липневого перевороту близько чотирьом тисячам націонал-соціалістів створені 26 липня власне з цією метою військові суди винесли вироки або їх було негайно відправлено в т. зв. «табори затримання» (ангальтелагер), а 13 путчистів було страчено. Багато інших уникнули арешту та засудження, втікши до Третього Райху або Королівства Югославія.